# Thomas Okelo-Odongo

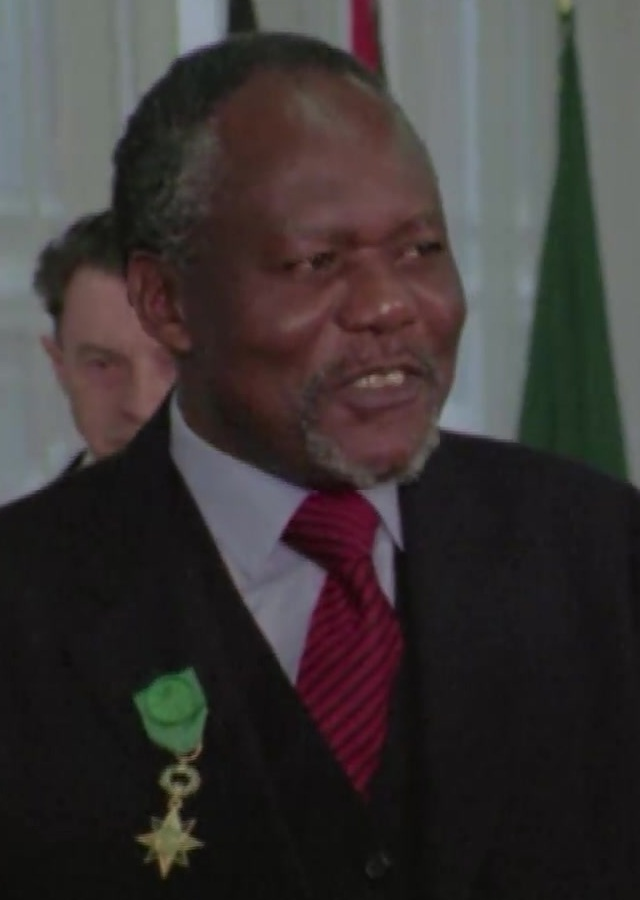
Thomas „Tom“ Okelo-Odongo, 1981

Thomas „Tom“ Okelo-Odongo (* 1927; † 20. September 1991 in Kenia) war ein kenianischer Politiker, der unter anderem zwischen 1979 und 1984 Generalsekretär der AKP-Gruppe war.

## Leben
Okelo-Odongo, der zur Volksgruppe der Luo gehörte, absolvierte ein Studium an der Howard University, das er 1958 mit einem Master of Arts (M.A.) mit einer Arbeit mit dem Titel The Impact of European Culture on the Luo of Kenya abschloss. Er wurde als Mitglied der Kenya African National Union (KANU) bei den Wahlen 1963 zum Mitglied der Nationalversammlung gewählt und vertrat in dieser bis zu den Wahlen am 6. Dezember 1969 den Wahlkreis Kisumu Rural Constituency. Zugleich war er bis zu seinem Rücktritt am 16. April 1966 Parlamentarischer Staatssekretär (Parliamentary Secretary of the Ministry of Finance) beziehungsweise Vize-Finanzminister (Assistant Minister for Finance) und als solcher neben dem Minister für Wirtschaftsplanung und Entwicklung Tom Mboya einer der führenden Wirtschaftsfachleute der Regierung. Im März 1966 verließ er mit einigen linksgerichteten Politikern wie Oginga Odinga, Bildad Kaggia und Achieng Oneko die KANU und gründete die Kenya People’s Union (KPU), 
die allerdings am 30. Oktober 1969 vor den Wahlen durch den damaligen Präsidenten Jomo Kenyatta als „subversiv“ verboten wurde. Am 22. August 1966 wurde seine aus den USA stammende Ehefrau Carolyn Kaye Jackson wegen mutmaßlicher Oppositionsarbeit festgenommen und inhaftiert. Weder ihr Ehemann noch ihre Zwillingsschwester Marilyn Jackson, die als Sekretärin des damaligen US-Botschafters in Griechenland tätig war, durften sie innerhalb mehr als eines Jahres besuchen. Er selbst wurde nach dem Verbot der KPU 1969 ebenfalls zeitweilig festgenommen.
Nach seiner Rehabilitierung wurde er am 28. Januar 1971 durch den Minister für Finanzen und Wirtschaftsplanung Mwai Kibaki zum Vorsitzenden der Staatlichen Rückversicherungsgesellschaft (State Reinsurance Corporation) ernannt. Daneben wurde er am 8. Oktober 1971 durch Arbeitsminister Ngala Mwendwa zum Mitglied und Vizepräsident am Arbeitsgericht (Industrial Court) berufen und als solcher am 25. Januar 1975 durch Arbeitsminister James Nyamweya bestätigt. Danach war er als Vertreter Kenias zwischen 1976 und 1979 Direktor der Afrikanischen Entwicklungsbank.
Okelo-Odongo wurde im Mai 1979 als Nachfolger des aus Mali kommenden Tiéoulé Konaté zum Generalsekretär der Gruppe der afrikanischen, karibischen und pazifischen Staaten (AKP-Gruppe) gewählt, eine Internationale Organisation von zurzeit 79 Ländern in Afrika, der Karibik und dem Pazifik, die zumeist frühere Kolonien Frankreichs und Großbritanniens waren. Diese Funktion bekleidete er bis 1984 und wurde dann von Edwin W. Carrington aus Trinidad und Tobago abgelöst. Später war er Mitglied der Stadtkommission (City Commissioner) von Nairobi, ehe diese Berufung am 14. August 1991 durch den damaligen Minister für Kommunalverwaltung William Ole Ntimama widerrufen wurde.